# Google vezető nélküli autó
A Google vezető nélküli autója (Google driverless car) egy a Google által létrehozott projekt, melynek célja a sofőr nélküli autók technológiájának kifejlesztése. A projektet jelenleg a Google mérnöke, Sebastian Thrun vezeti, aki a Stanford Artificial Intelligence Laboratory igazgatója, valamint a Street View társfeltalálója. Thrun és csapata fejlesztették ki a Stanford Egyetemen Stanley-t, a robotautót, amelyért a 2005-ös DARPA Grand Challenge fődíját elnyerték, valamint 2 millió dollárt kaptak érte az Egyesült Államok Hadügyminisztériumától.

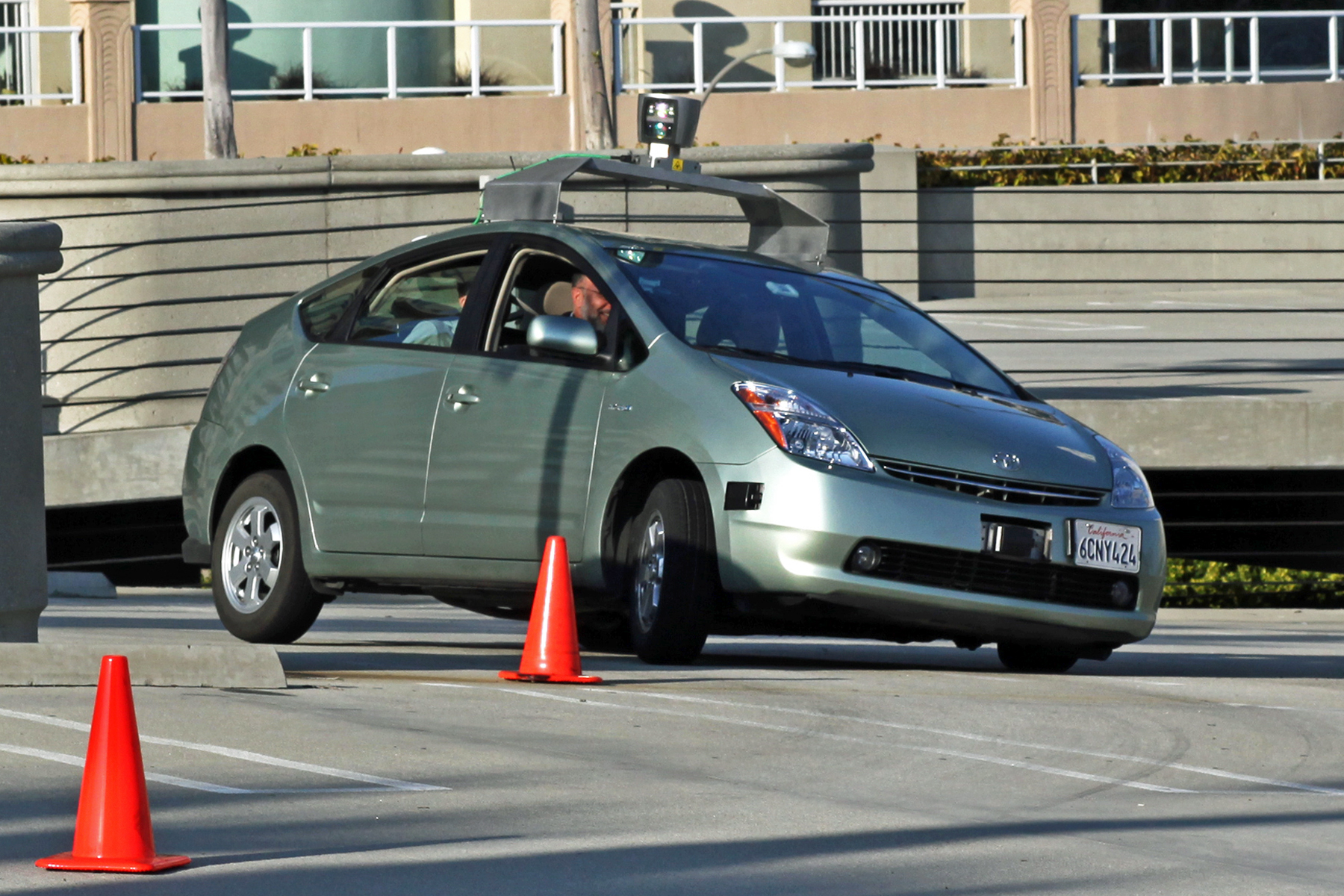
Egy átalakított Toyota Prius a Google vezető nélküli technológiájával felszerelve az egyik tesztpályán.

Nevada állam 2011. június 29-én engedélyezte, hogy területén vezető nélküli autók is részt vehessenek a közúti forgalomban. A Google igen sokat lobbizott annak érdekében, hogy törvénybe iktassák a vezető nélküli autók részvételét a közúti forgalomban. A nevadai törvényhozás végül 2012. március 1-jén törvénybe iktatta és a Nevada Department of Motor Vehicles engedélyt adott rá, hogy önjáró autók közlekedhessenek 2012 májusától az utakon. Az engedély a Google által kifejlesztett technológiai felépítményt hordozó Toyota Priusokra vonatkozik az államban.
2014. december 22-én a Google bejelentette, hogy elkészült az önvezető autó prototípusával és 2015-től közúton teszteli azt San José-ban. A cég az autót a prototípus elkészültétől számított öt éven belül tervezi kereskedelmi forgalomba hozni, sorozatgyártásához pedig autóipari partnereket keres. 

## Közúti forgalomban végzett tesztelések

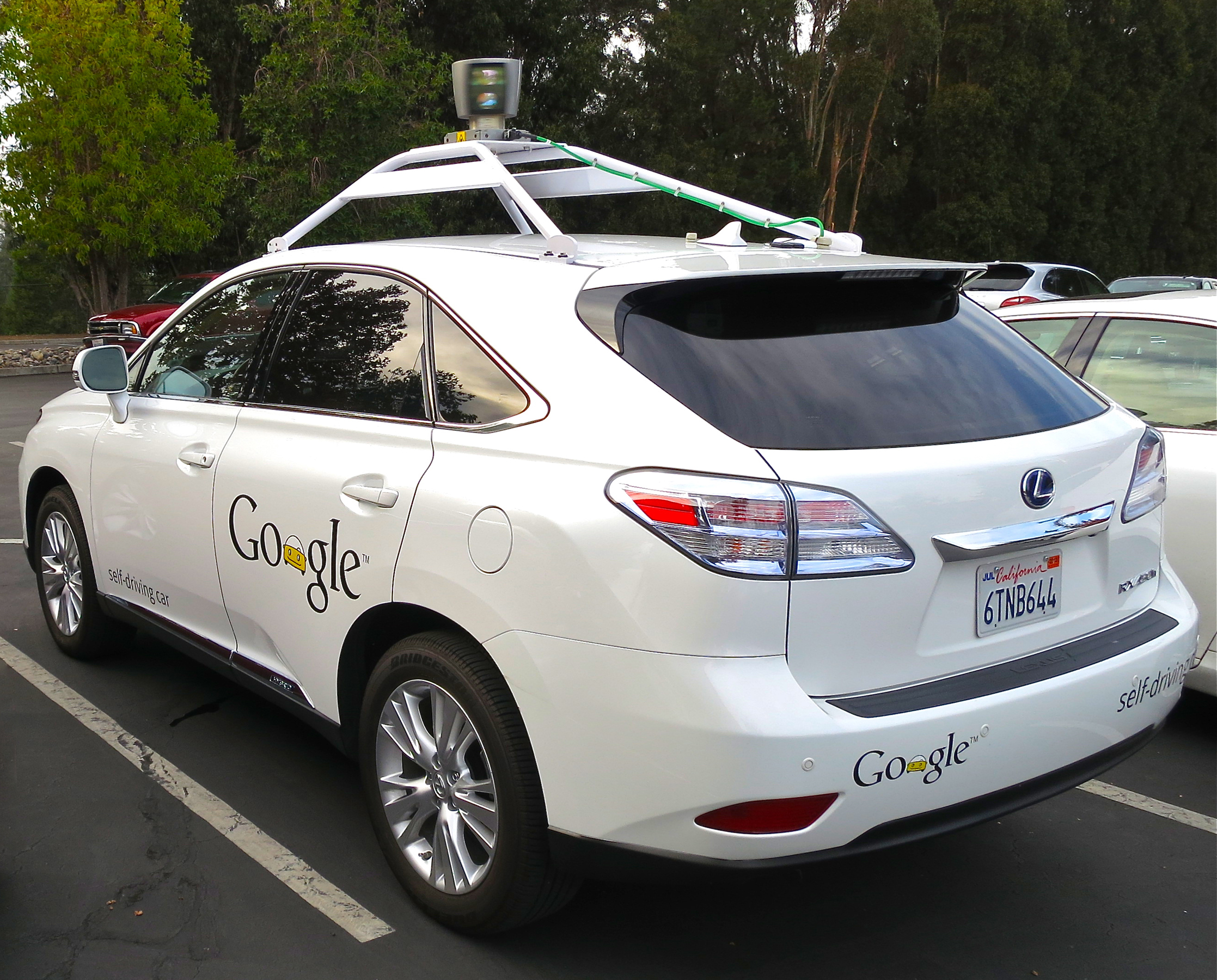
Egy átalakított Lexus RX450h a Google önjáró technológiájával felszerelve

A projekten dolgozó fejlesztőcsapat legkevesebb tíz gépjárművet szerelt fel az önjáró képességet biztosító eszközökkel, többek közt hat darab Toyota Priust, egy darab Audi TT-t, valamint három darab Lexus RX 450-est, melyeknek vezetőülésébe legalább egy tucat olyan sofőrt ültettek be a tesztelés során, akiknek kifogástalan vezetői tapasztalataik vannak, illetve a Google mérnökeit is beültették az autóba, hogy felügyeljék a rendszer működését. A vezető nélküli autók bejárták San Francisco Lombard nevű utcáját, amely híres hajtűkanyarairól, valamint a városi forgalomban is részt vettek. A járművekkel keresztülhajtottak a Golden Gate hídon, valamint tettek néhány kört a Tahoe-tó körül is. A rendszer a mindenkori megengedett sebességhatárokon belül közlekedik, valamint eltárolja memóriájában az utazás során rögzített adatokat saját térképén, valamint érzékelői segítségével mindig a megfelelő követési távolságot tartja a forgalomban előtte haladó járművektől. A rendszer ugyanakkor lehetővé teszi, hogy vészhelyzet esetén a vezető átvegye a gépjármű felett az uralmat azáltal, hogy a fékre lép, vagy elmozdítja a kormánykereket.
2011 augusztusában a Google vezető nélküli autói közül egy balesetet szenvedett nem messze a vállalat központjától, a kaliforniai Mountain View-ban. A Google az eset kapcsán kijelentette, hogy a jármű a baleset idején épp manuális üzemmódban volt, tehát nem a számítógépes rendszer meghibásodása okozta a balesetet. Egy másik balesetet is elismertek a vállalatnál, amely egy közlekedési lámpa piros jelzésénél történt, amikor is a vezető nélküli autóba a mögötte haladó jármű belehajtott. 
2012. március 28-án a Google közzétett egy videót a Youtube-on, amelyen a kaliforniai Morgan Hillben élő látássérült, Steve Mahan az egyik önjáró Toyota Prius segítségével eljut a tisztítóba, egy autós gyorsétteremhez és haza. A videóban Steve elmondja, hogy látóképességének 95%-át elvesztette, tehát gyakorlatilag vaknak kell őt tekinteni.
2012 augusztusában a fejlesztőcsapat bejelentette, hogy önjáró autóik segítségével több mint 500 000 km-t tettek meg balesetmentesen a mintegy egy tucatnyi autóból álló flottájuk segítségével. 2012 szeptemberében már három egyesült államokbeli tagállam iktatta törvénybe a vezető nélküli autók közúti forgalomban való közlekedési jogosultságát, melyek a következők: Nevada, Kalifornia és Florida.

## Kereskedelmi forgalomba hozatal
A Google-nek még nincsenek közvetlen tervei arra vonatkozóan, hogy kereskedelmileg hogyan értékesítsék a rendszert, ugyanakkor a vállalatnál bíznak abban, hogy a vezető nélküli autók iránti érdeklődésre reagálni fognak az autógyártók és akkor elkezdődhet a sorozatgyártás. A California Department of Motor Vehicles egyik ügyvédje szerint aggodalomra adhat okot, hogy a technológia számos esetben a törvényi szabályozás előtt jár, melynek során idézte az állam vonatkozó törvénycikkelyét, amely feltételezi, hogy az ilyen technológiával is működtethető járművekben mindig lesz ember, aki működtesse a járművet. A The New York Times cikke szerint a döntéshozók és a szabályozók vitatkoznak arról, hogy az új szabályok túl korán lehetővé teszik a vezető nélküli technológiát alkalmazó járművek elterjedését, miközben még érvényben vannak olyan szabályozások is, amelyek még a lóvontatású járművekre vonatkoznak.
A Google két indítványért lobbizott Nevadában azért, hogy automata működésű autói közlekedhessenek az utakon. Az egyik indítvány arra vonatkozik, hogy az elektromosan üzemeltetett gépjárműveiket engedélyeztessék és tesztelhessék őket közúti forgalomban. A másik indítvány arra vonatkozik, hogy az ilyen módon üzemeltetett gépjárműveknél a vezetőülésben ülő sofőr szöveges üzeneteket küldhessen vezetés közben. A két indítványt 2011 júniusában fogadta el Nevada állam törvényhozása, a törvényhozási ülésszak végén. Egyes találgatások szerint éppen azért esett a vállalat választása Nevada államra, mert itt szokták megrendezni a Las Vegas-i autókiállítást és a Consumer Electronics Show-t és nagy valószínűséggel a Google kereskedelmi szempontból életképes termékét vélhetően az egyik, vagy akár mindkét eseményen is bemutatná. A Google vezetői azonban cáfolták ezen híreszteléseket, ugyanakkor rávilágítottak arra, hogy azért választották Nevada államot, mert innen származik a vezető nélküli autók ötlete.
A nevadai törvényhozás 2011 júniusában döntött arról, hogy vezető nélküli gépjárművek is részt vehetnek a közúti forgalomban, ami 2012. március 1-jén lépett hatályba. A Google vezető nélküli technológiáját tartalmazó Toyota Priusok 2012 májusában kapták meg az engedélyt arra, hogy az állam területén részt vegyenek a közúti közlekedésben. Ez volt az első olyan eset az Egyesült Államok történetében, hogy törvényi erőre emelkedett egy tagállamban a vezető nélküli autók közúti forgalomban való részvétele. A vezető nélküli autók rendszámtáblája Nevada államban vörös háttérrel rendelkezik és a rendszám bal oldalán egy végtelen jelet tartalmaz, amely azt szimbolizálja, hogy ez az autó a jövő autója. A nevadai szabályok alapján a tesztelés időszakában minden esetben ülnie kell a volánnal egy vezetői engedéllyel rendelkező sofőrnek, illetve még egy személynek az utasülésen.
A Google vezető nélküli autóiba mintegy 150 000 dollár értékű felszerelést építettek be, melyből 75 000 dollárt csak a LIDAR (lézeres radar rendszer) tesz ki. A Velodyne-64 lézersugaras távolságmérőt a gépjármű tetejére szerelik fel.

## Fordítás
Ez a szócikk részben vagy egészben a Google driverless car című angol Wikipédia-szócikk ezen változatának fordításán alapul.  Az eredeti cikk szerkesztőit annak laptörténete sorolja fel. Ez a jelzés csupán a megfogalmazás eredetét és a szerzői jogokat jelzi, nem szolgál a cikkben szereplő információk forrásmegjelöléseként.